# 67-ма зенітна ракетна бригада (РФ)
67-ма зенітна ракетна бригада — зенітне ракетне з'єднання ППО Сухопутних військ Російської Федерації. Бригада дислокується у Владикавказі республіки Північна Осетія-Аланія.
Умовне найменування — Військова частина № 32383 (в/ч 32383). Скорочене найменування — 67-а зрбр.
З'єднання перебуває у складі 58-ї загальновійськової армії Південного військового округу.

## Історія

### 67-а зенітна ракетна бригада
1 грудня 1969 року сформовано 67-му зенітну ракетну бригаду з пунктом постійної дислокації місті Нікополь Дніпропетровської області. До складу дивізії увійшли 438-й, 450-й і 475-й окремі зенітні артилерійські дивізіони.
15 грудня 1970 року бригада передислокована в ГРВН до міста Гота (Східна Німеччина) й увійшла до складу 1-ї гвардійської танкової армії.
17 червня 1984 року 67-а зенітна ракетна бригада була передислокована до міста Олімпешдорф й увійшла до складу 20-ї гвардійської загальновійськової армії. У цей момент бригада мала в своєму складі чотири зенітні ракетні дивізіони: 438-й, 450-й, 475-й, 1090-й. З 30 липня 1991 року в зв'язку передислокацією полк підпорядковано 19-й мотострілецькій дивізії 42-го армійського корпусу Північно-Кавказького військового округу. 1 червня 1992 року 67-а зенітна ракетна бригада передана зі складу частин групового підпорядкування ГРВН до складу 8-го гвардійського армійського корпусу й передислокована до міста Волгоград (селище Бєкетовка).
У період з 3 грудня 1994 року по 13 лютого 1995 року 67-а зенітна ракетна бригада брала участь у Першій російсько-чеченській війні у складі 8-го гвардійського армійського корпусу.
26 липня 2012 року 67-а зенітна ракетна бригада передислокована з міста Волгоград до Республіки Північна Осетія-Аланія.

### 1090-й окремий зенітний артилерійський дивізіон
1090-й окремий зенітний ракетний Верхньодніпровський Червонопрапорний, ордена Олександра Невського дивізіон був сформований влітку 1942 року під Смоленськом як 1273-й окремий зенітний артилерійський дивізіон у складі 2-ї танкової дивізії Донського фронту. Дивізіон пройшов славний бойовий шлях від Смоленська до Берліна.
27 червня 1945 року 1273-й задн було переформовано на 953-й зенітний артилерійський дивізіон. У червні 1945 року він розмістився в селі Нітцов, під командуванням гвардії майора Варава, а в жовтні передислокований до Гарделена. 1 липня 1945 року був сформований 2072-й зенітний ракетний артилерійський полк на базі 953-го зенітного ракетного артилерійського дивізіону 207-ї стрілецької дивізії в місті Стендаль Східної Німеччини.
У травні 1955 року полк перейменований на 933-й зенітний артилерійський полк 32-ї стрілецької Верхньодніпровської Червонопрапорної, ордена Суворова дивізії. 1958 року в цілях збереження бойових традицій розформованого 1272-го армійського зенітного ракетного артилерійського полку присвоєне йому почесне найменування передано 933-му зенітному артилерійському полку, що став йменуватися 933-й зенітний артилерійський Верхньодніпровський Червонопрапорний, ордена Олександра Невського полк. У 1962 року полк передислоковано з міста Стендаль до міста Бур у Східній Німеччині.
1998 року 933-й зенітний артилерійський Верхньодніпровський Червонопрапорний, ордена Олександра Невського полк переформовано на 1090-й окремий зенітний артилерійський Верхньодніпровський Червонопрапорний, ордена Олександра Невського дивізіон з передачею Бойового прапора, почесних найменувань та історичного формуляра у селищі Ардон Владикавказького району у Північній Осетії.
З 1998 року дивізіон включено до складу 67-ї зенітної ракетної бригади. У період з 8 серпня 2008 року по 31 серпня 2008 року дивізіон брав безпосередню участь у складі угруповання військ 58-ї загальновійськової армії в бойових діях у примусі Грузії у російсько-грузинській війні.
З 1 грудня 2009 року 1090-й окремий зенітний артилерійський Верхньодніпровський Червонопрапорний, ордена Олександра Невського дивізіон 67-ї зенітної ракетної бригади передислоковано міста Волгоград.
З 30 грудня 2010 року 1090-й окремий зенітний артилерійський Верхньодніпровський Червонопрапорний, ордена Олександра Невського дивізіон розформовано.

## Командири
Командири 67 зенітної ракетної бригади:
- полковник Самсонов Роман Михайлович (1969—1972),
- полковник Кузьмічов Василь Сергійович (1972—1975),
- полковник Василенко Віктор Васильович (1975—1977),
- полковник Сєїн Анатолій Іванович (1977—1981),
- полковник Куприянов Геннадій Павлович (1981—1983),
- полковник Прозоров В'ячеслав Костянтинович (1983—1985),
- полковник Воронін Юрій Іванович (1985—1987),
- полковник Платонов Анатолій Васильович (1987—1990),
- полковник Штаков Віктор Миколайович (1990—1991),
- полковник Сосницький Віктор Миколайович (1991—1995),
- полковник Єршов Сергій Іванович (1995—2000),
- полковник Тумата Юрій Олексійович (2000—2010),
- полковник Черниш Валерій Вікторович (2010—2013),
- полковник Гончаров Олександр Петрович (2013 — досі).